# Scarborough Shoal
Scarborough Shoal, tj. mělčina Scarborough (špan.: Bajo de Masinloc; Filipínci zvaný též: Panatag Shoal, tagalog: Kulumpol ng Panatag; čínsky Chuang-jan tao 黄岩岛, pch.: Huáng Yán Dăo) je atol v Jihočínském moři. Nachází se v oblasti mezi největším filipínským ostrovem Luzon a mělčinou Macclesfield Bank. Jde o prstenec útesů s vnitřní lagunou, s obvodem asi 46 km. Nejbližší pevninou je právě Luzon, vzdálený 137 námořních mil, takže podle hledisek mezinárodní úmluvy UNCLOS spadá zcela nepochybně do filipínské výlučné ekonomické zóny. Od roku 2012 je však v držení Číny.
Filipíny v čele s tehdejším presidentem Benignem Aquinem v roce 2013 iniciovaly žalobu na Čínu za okupaci atolu, který je tradiční oblastí lovu filipínských rybářů, u mezinárodního Stálého rozhodčího soudu v Haagu. Rozsudek byl vynesen 12. července 2016 a jednoznačně odsoudil čínský zábor jako neoprávněný a násilný akt. Haagský soud současně odsoudil i celou čínskou koncepci Linie devíti čar (dle níž si ČLR nárokuje téměř 90 % Jihočínského moře včetně části teritoriálních vod Filipín, Vietnamu, Tchaj-wanu, Malajsie, Bruneje a Indonésie). Další filipínský president Rodrigo Duterte, jenž do úřadu nastoupil těsně před vynesením rozsudku, však tento verdikt označil za "cár papíru" a nastoupil cestu sbližování s ČLR. Čína udržuje u atolu trvale početné loďstvo a také započala se stavebními pracemi – filipínská média v roce 2018 přinesla v této souvislosti zprávy o rozsáhlém poničení většiny atolu.